# توم مكهيل
توم مكهيل (بالإنجليزية: Tom McHale)‏‏ (1941 - 30 مارس 1982 في بيمبروك باينز) روائي من الولايات المتحدة.

## الجوائز
- زمالة غوغنهايم